# Блэк-Рок (Орегон)
Блэк-Рок (англ. Black Rock) — невключённая территория и бывший лагерь лесорубов в округе Полк штата Орегон, США. Расположен примерно в 5 км к западу от Фолс-Сити, в центральной части побережья Орегона на реке Литл-Лакиамьют.

## Основание
Луис Герлингер, крупный бизнесмен, занимавшийся железными дорогами и лесозаготовками, приехал в округ Полк в 1903 году и купил 7 тыс. акров лесных угодий, которые включали в себя район Блэк-Рок. В 1905 году его сын Джордж Т. Герлингер купил лесопилку в близлежащем Далласе, а также право на постройку лесозаготовительной железной дороги для рубки в районе Блэк-Рок.

## Расцвет и упадок
Поселение Блэк-Рок, основанное в 1905 году, стало западной конечной остановкой линии Salem, Falls City and Western Railway (позже ветка Южно-Тихоокеанской железной дороги Фолс-Сити), которая доставляла древесину в Даллас. Название, вероятно, было дано по открытому входу чёрного сланца. Почтовое отделение Блэк-Рок было основано в 1906 году, а Луис Герлингер стал первым почтмейстером. Некоторые люди, которые работали в Блэк-Роке, жили там, в то время как другие приезжали из Фолс-Сити или Далласа. По мере того как город рос, в конечном итоге в нём появилось три магазина, аптека, парикмахерская, ресторан, два салона, однокомнатная школа, многоквартирные жилые дома барачного типа для одиноких мужчин, жилые помещения для семей и железнодорожное депо. Город Блэк-Рок был спланирован и построен в 1910 году Чарльзом К. Сполдингом с 22 кварталами и пронумерованными улицами. Население города составляло от 600 до 1 500 человек.
Наиболее быстрый рост Блэк-Рока был между 1905 и 1913 годами, поскольку лесозаготовительные компании располагались в этом районе для доступа к обширным лесам, богатых пихтой Дугласа и другой древесиной, в западной части округа Полк. В 1910 году, помимо Далласской лесозаготовительной компании Герлингера, в Блэк-Роке работали ещё три компании — Great Western Lumber Company, Falls City Lumber Company и Charles K. Spaulding Lumber Company. Jay S. Hamilton Lumber Company работала в Блэк-Роке в 1915 году.
К 1913 году запасы древесины в этом районе стали истощаться, и, когда лесозаготовительные компании начали уходить из города, Блэк-Рок стал постепенно приходить в упадок. Почтовое отделение было закрыто в 1943 году, и Блэк-Рок и окружающие его 19 тыс. акров были включены в систему фермерских хозяйств США. Часть лесопосадок сгорела в 1945 году, но была восстановлена. К 1960 году в городе оставались только свалка и охрана. Железная дорога была заброшена в 1960 году, и брёвна стали доставляться на лесопилки лесовозами; позже железнодорожные пути были полностью сняты. Хотя Геологическая служба США классифицирует Блэк-Рок как населённый пункт, сегодня на бывшем городском участке нет ничего, что бы не заросло лесом, за исключением двух прудов при бывших лесопилках.

## Велосипедные трассы
Бывший государственный лес Джорджа Т. Герлингера находится неподалеку от Блэк-Рока, сейчас это место популярного района для катания на горных велосипедах, управляемого совместно Ассоциацией горных велосипедов Блэк-Рок и Департаментом лесного хозяйства штата Орегон. Трассы Блэк-Рока стали первым санкционированными трассами для фрирайда в Орегоне.